# Russische Targe
Die Russische Targe ist ein frühneuzeitlicher Schild sowie eine Defensiv- und Angriffswaffe aus Russland.

## Beschreibung
Die Russische Targe ist ein Rundschild mit einem mittig angebrachten Panzerärmel anstelle eines Schildbuckels. Der Träger kann seinen Arm durch den Ärmel stecken, der den Unterarm vollständig umpanzert. Die Hand ist nur auf der Oberseite durch eine bewegliche Platte geschützt. Üblicherweise schützt der Träger seine Hand zusätzlich mit einem Kettenhandschuh. Auf der Armoberseite befindet sich eine Halterung zur Aufnahme einer Dolch- oder Kurzschwertklinge. Man benutzte diese Klinge für plötzliche Stöße während des Kampfes, wobei der Schild zum gleichzeitigen Blocken diente. Nahe dem Rand ist ein kleines Fenster ausgeschnitten, das der Beobachtung des Gegners dient. Ein Beschlag um den Schildrand verleiht ihm mehr Stabilität. Zusätzlich wird er verstärkt durch einen kreuzförmigen Beschlag auf den äußeren Schild.
In der Regel besteht die russische Targe aus Stahl. Die Innenseite ist mit Stoff ausgeschlagen, um gegnerische Schläge abzumildern. Mehrere Schnüre und ein Haltegriff dienen dem Halten in der normalen Verwendung als Schild.
Ähnliche Schilde sind der Italienische Fechtschild und der Laternenschild.